# ليف بيترسن
ليف بيترسن هو لاعب كرة القدم الكندية كندي، ولد في 23 ديسمبر 1950 في تورونتو في كندا، وتوفي بنفس المكان في 30 يوليو 2008 بسبب نوبة قلبية.